# Salamander (tidskrift)
Salamander var en avantgardistisk konsttidskrift som endast kom ut i tre nummer 1955–1956. I redaktionen satt bland annat Ingemar Gustafson (sedermera Ingemar Leckius), Ilmar Laaban, CO Hultén och Göran Printz-Påhlson.
Tidskriftens första nummer som kom ut "mitt i fruktträdsblomningen" beskrevs av DN:s Olof Lagercrantz som "... inte någon mild sommar ... utan snarare en hektisk höst med gälla flyttfågelserop och våldsamma färgkaskader". Han konstaterade att tidskriften ägnade sig i lika hög grad åt målarkonsten som åt litteraturen, där man i detta nummer bland annat analyserade verk av  Marcel Duchamp och Simon Hantaï. I numret fanns dikter av Majken Johansson och Lasse Söderberg, samt en, enligt Lagercrantz, "kunnig och välskriven" uppsats om den amerikanske poeten, författaren och konstnären E. E. Cummings.
I tidskriftens andra nummer övervägde presentationerna av moderna konstnärer där man gav plats för ett pseudosurrealistiskt måleri som ligger dikten nära, en uppluckrad impressionism "i det undermedvetnas trolska ljus och skuggor och former" som surrealistkännaren James Thrall Soby skrev i häftets artikel om den spanske målaren Roberto Matta. I numret fanns även presentationer av konstnärerna Anders Österlin och Gianni Dova(it).
Tidskriftens tredje nummer (som kom att bli det sista) recenserades av DN:s Bengt Holmqvist, som beskrev något av bidragen som "avantgardistisk jargong av den nattståndna sorten", men fann också "spår av originell intelligens" som hos flera bidragsgivare var "ogrumlad av verbalt raseri". I numret fanns bland annat bidrag av Folke Isaksson och Göran Printz-Påhlson om Ragnar Thoursie, som av Bengt Holmqvist beskrevs som "en klok hyllning till Thoursie, en av de minst uppmärksammade bland våra mest framstående poeter". I numret fanns även "ett ursvenskt och urstyvt poem" av Tomas Tranströmer, samt en originallitografi av den kubanske konstnären Wifredo Lam presenterad av Ingemar Gustafson.